# Wohnadresse
Eine Wohnadresse ist als Teil einer Postanschrift die genaue örtliche Bezeichnung eines Gebäudes oder einer Wohnung, in der eine Person dauerhaft wohnt. 
Eine Wohnadresse besteht in der Regel aus der Angabe der Straße, der Hausnummer, der Postleitzahl, des Ortes (der Ortschaft) und des Landes. In Landgemeinden ohne Straßenbezeichnungen werden der Ortsname und eine Hausnummer angegeben. Teilweise wird auch die Appartement- oder Zimmernummer bzw. das Stockwerk, der Gebäudeteil (z. B. Rückgebäude) oder auch ein Untermietverhältnis („bei“ oder „c/o“) angegeben. Besonders in Wien ist im Falle von Wohnblocks mit mehreren Eingängen („Stiegen“), aber mit derselben Hausnummer auch die Angabe der Stiegennummer üblich. Für den Versand von Postsendungen beinhaltet die Wohnadresse auch die Postleitzahl und gegebenenfalls den Orts- bzw. Stadtteil. Durch die zunehmende Übernahme von Ortsangaben in Online-Systeme und die Bearbeitung mit geeigneter Software nimmt die Bedeutung von georeferenzierbaren Adressen zu.
Liegt die Wohnadresse in einer Siedlung, so kann statt der Straßenangabe auch der Siedlungsname mit der Hausnummer genannt werden. Die Adressenform kann sich bezogen auf die Angabe des Wohnsitzes und die Erreichbarkeit als Postempfänger unterscheiden.
In Deutschland, Österreich und in der Schweiz besteht Meldepflicht. Zudem bestimmt der deutsche § 111 OWiG (Falsche Namensangabe), dass ein Bürger gegenüber berechtigten Amtspersonen unter anderem seine Wohnanschrift korrekt angeben muss.